# Іл-96
Іл-96 — радянський та російський пасажирський широкофюзеляжний літак для авіаліній середньої та великої протяжності, спроєктований в КБ Іллюшина в кінці 1980-х років. Здійснив перший політ в 1988 році, вироблявся серійно з 1993 року на заводі Воронезького акціонерного літакобудувального товариства.

## Експлуатація
Літак випускається з 1992 року на Воронезькому авіаційному заводі. З 1988 року побудовано 32 літаки даного типу. За даними жовтня 2013 в експлуатації перебувають 18 літаків (у Росії 15). З них для пасажирських перевезень використовувалося 6 лайнерів Аерофлоту і продовжують використовуватися 3 лайнери авіакомпанії Cubana de Aviación.

## Аеродинамічна схема
Чотиридвигунний турбовентиляторний низькоплан зі стрілоподібним крилом і однокільовим оперенням і розташуванням двигунів під крилом на пілонах.

### Іл-96-300

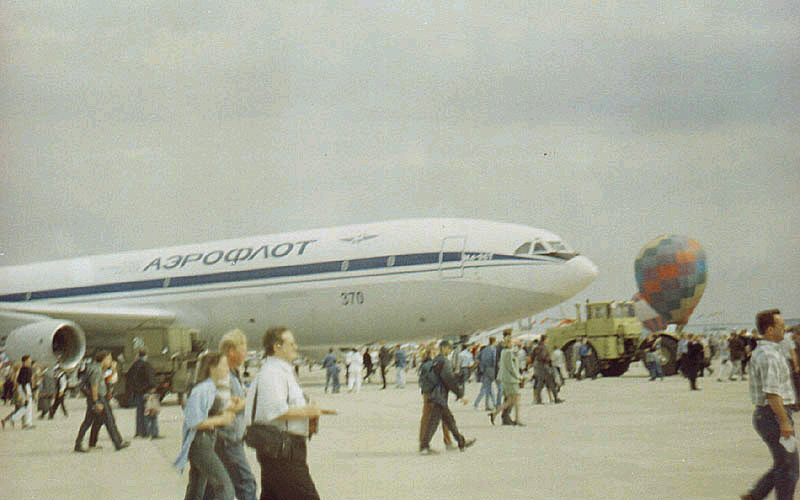
Вантажний Іл-96Т на авіасалоні МАКС-1999

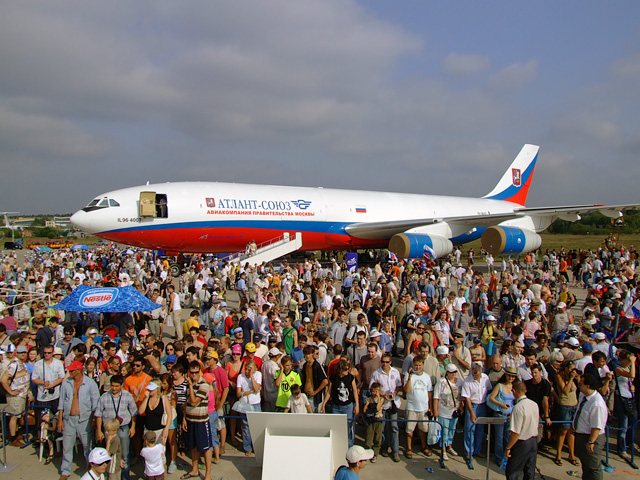
Іл-96-400Т в кольорах «Атлант-Союзу» на МАКС-2007